# 清河 (北京)
清河是北京市的主要排洪河流，为温榆河的支流。

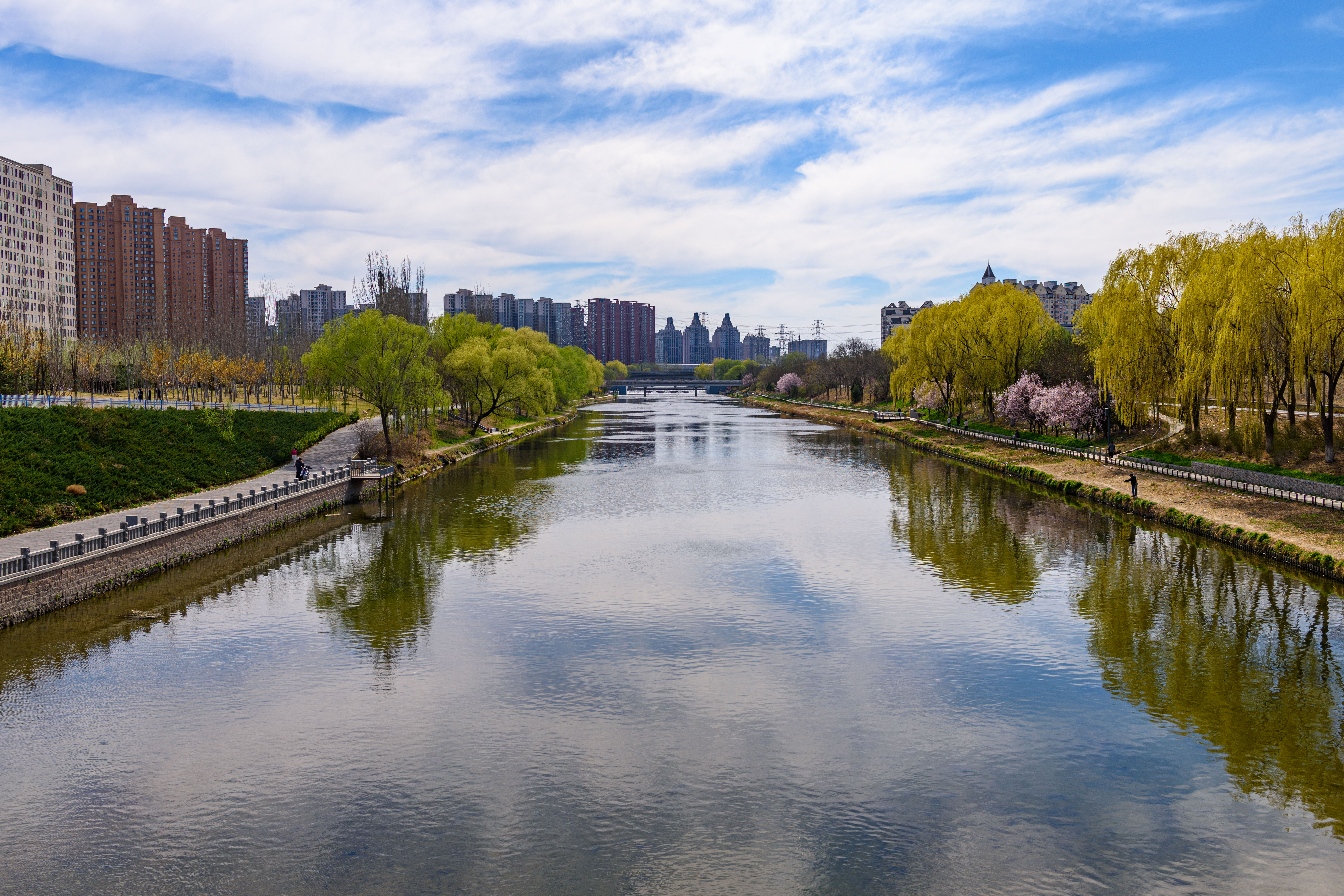
清河（立水桥段）

清河在清代曾称会清河:281，位于北京北郊，发源于北旱河汇入的泉水、下游山洪和玉泉山泉水。流经圆明园、清河镇，在立水桥东汇入温榆河，全长23.8公里，流域面积150平方公里。
一度长年受到河流两侧工厂污染，河水质量变差。如今已经得到治理，但仍有臭味。为流经区域重要的雨水排出水域，另外流经二里庄、双泉堡，北沙滩地段的小月河，也汇流于清河。